# Kinburun
Kinburun, Kin-Burun o Kinburn (rus i ucraïnès: Кінбурн, Kinburn; turc: Kılburun) és un cap de la desembocadura del Dnièper, a la costa de la mar Negra, a Ucraïna. El nom prové del turc, i li fou donat pels otomans perquè semblava un cabell de fi (kıl). Estava a 3 km de la fortalesa d'Otxàkiv i a la seva punta s'hi va construir un fort. Al costat hi havia un estuari de 40 km de llarg i 8 o 10 d'ample (badia de Kherson) i a la vora diversos llacs salats.
El fort fou important a partir del segle XVII; quan els cosacs van amenaçar el litoral de la mar Negra, es va construir el fort amb guarnició de 193 homes i que en combinació a Özi defensava l'estuari. Els russos van ocupar la fortalesa a la guerra de 1736-1738 però la van restituir al final, desmantellada. Altre cop la van ocupar el 1772 en la guerra de 1768 a 1774 i aquesta vegada va quedar en seu poder al Tractat de Küçük Kaynarca. A la guerra de 1787-1791 els turcs la van atacar sense èxit. El 17 de gener de 1855 fou ocupada per tropes franceses; els russos la van arrasar el 1860. Amb el temps s'hi va formar un poble de pescadors.
A l'antiguitat, la regió del Kinburun rebia el nom d'Hilea (grec antic: Ὑλαία, derivat de ὗλη 'fusta') pels grans boscs que hi havia. S'extenia de la península Tàurica fins a la desembocadura del Borístenes, i autors com Heròdot, Plini el Vell i Pomponi Mela destacaren l'abundància d'arbres i assenyalaren que era poblada per tribus nòmades.